# Turistická značená trasa 0933
 Turistická značená trasa 0933 je červená značka ve Vysokých Tatrách na Slovensku určená pro pěší turistiku, která vede z Mengusovské doliny na vrchol Rysů.
Trasa začíná na rozcestí na Žabím potokem a stoupá k Žabím plesům Mengusovským, kolem chaty pod Rysmi na sedlo Váha a vrchol Rysů na polsko-slovenské státní hranici.

## Přístupnost
Přístup veřejnosti je možný pouze v letním období od 16. června do 31. října.

## Popis trasy
| vzdálenost km | čas hod | nadmořská výška | místo                         | navazující trasy | směr navazujících tras                                                  |
| ------------- | ------- | --------------- | ----------------------------- | ---------------- | ----------------------------------------------------------------------- |
| 0,0           | 0:00    | 1 620           | Rázcestie nad Žabím potokom   | 2902             | ↓Popradské pleso/↓železniční zastávka Popradské Pleso                   |
| 0,0           | 0:00    | 1 620           | Rázcestie nad Žabím potokom   | 2902             | ↑Hincové plesá/↑Vyšné Kôprovské sedlo/↓Tri studničky (stará hájovna)    |
| —             | —       | 1 675           | most přes Žabí potok          |                  |                                                                         |
| —             | —       | 1 921           | Veľké Žabie pleso Mengusovské |                  |                                                                         |
| 3,5           | 1:50    | 2 245           | chata pod Rysmi               |                  |                                                                         |
| —             | —       | 2 340           | sedlo Váha                    |                  |                                                                         |
| 4,5           | 2:50    | 2 499           | Rysy                          | polská           | ↓Czarny Staw pod Rysami/↓Morskie Oko/↓Schronisko PTTK nad Morskim Okiem |